# ألبرت سميث (مخرج)
ألبرت سميث (بالإنجليزية: Albert E. Smith) (و. 1874 – 1958 م) هو مخرج أفلام، ومنتج أفلام، وممثل، من المملكة المتحدة، توفي في هوليوود، عن عمر يناهز 84 عاماً.

## وصلات خارجية
- ألبرت سميث على موقع IMDb (الإنجليزية)
- ألبرت سميث على موقع أول موفي (الإنجليزية)
- ألبرت سميث على موقع قاعدة بيانات الأفلام السويدية (السويدية)
- ألبرت سميث على موقع قاعدة بيانات الفيلم (الإنجليزية)
- ألبرت سميث على موقع كينوبويسك (الروسية)